# ركن الدين خورشاه
رُكنُ اَلدِّينِ أَبُو مُحَمَّدْ اَلحَسَنُ بْنُ مُحَمَّد بنِ اَلحَسَن خُورشَاه (1230 - 1257)، هو الابن الأكبر للإمام علاء الدين محمد الثالث والإمام الإسماعيلي السابع والعشرون. وهو الإمام الخامس والأخير للإسماعيليين النزاريين الذين حكموا آلموت. خلف والده المقتول إلى الإمامة عام 1255. 
انخرط الإمام ركن الدين في سلسلة طويلة من المفاوضات مع المغول الغزاة، في النهاية استسلمت قلعة آلموت تحت قيادته للإمبراطورية المغولية إيذانا بنهاية الدولة النزارية في بلاد فارس.

## حياته
ولد الاِمام ركن الدين خورشاه بن الاِمام علاء الدين محمد سنة 629 هـ في قلعة آلموت ، وأصبح إماماً بعد وفاة أبيه سنة 653 هـ ، وأرسل هولاكو التتري جيشاً بقيادة بوكيان التتري لاَطراف كوهستان لمحاربة الاَمير ناصر الدين أمير تلك المقاطعة الذي كان يقيم في قلعة (سرخوست).
وأرسل جيشاً آخر لحصار بقية القلاع الاِسماعيليّة ، ولقد استمر ذلك الحصار مدّة ستة أشهر ، نفدت بعدها موَونة الاِسماعيليين ، ففتحوا أبواب قلاعهم واشتبكوا مع التتار في معارك قويّة طاحنة ، قتل فيها اثنا عشر ألف إسماعيلي وثلاثون ألف تتاري ، واحتلت الجيوش الغازية جميع القلاع الاِسماعيليّة ودمّرتها عن بكرة أبيها فجعلتها قاعاً صفصفاً ، وأُلقي القبض على الاِمام ركن الدين خورشاه مع ولده الاَصغر مظفر الدين ، وابن أخيه سيف الدين ، وبعض دعاته ، وأخذوهم إلى الخليفة في بغداد.
وفي طريق العودة بينما كانت الجيوش التترية تعبر نهر (جيحون) توفي الاِمام ركن الدين خورشاه وكانت وفاته سنة 654 هـ ، ودفن على ضفة ذلك النهر اليمني.
أمّا بقية الاَسرى فسلّموا لهولاكو الذي أمر بإعدامهم جميعاً ، والتمثيل بجثثهم ، ولم تستمر إمامة ركن الدين سوى عاماً واحداً ، قضاه في الحروب والحصار ، وبانتهاء عهده ودّعت الاَئمة الاِسماعيلية بلاد آلموت لتستقر في أذربيجان بعد أن دام حكمهم فيها ما يقارب 214 عام.
| قبله: علاء الدين محمد بن الحسن | أئمة الإسماعيلية النزارية | بعده: شمس الدين محمد بن ركن الدين |